# Hank Mobley Quartet
Hank Mobley Quartet è un album di Hank Mobley, pubblicato dalla Blue Note Records nel 1955. Il disco fu registrato il 27 marzo del 1955 al Van Gelder Studio di Hackensack, New Jersey (Stati Uniti).

## Tracce
Lato A
1. Hank's Prank – 4:28 (Hank Mobley)
2. My Sin – 3:47 (Hank Mobley)
3. Avila and Tequila – 4:29 (Hank Mobley)

Lato B
1. Walkin' the Fence – 3:37 (Hank Mobley)
2. Love for Sale – 4:29 (Cole Porter)
3. Just Coolin' – 4:07 (Hank Mobley)

## Musicisti
- Hank Mobley - sassofono tenore
- Horace Silver - pianoforte
- Doug Watkins - contrabbasso
- Art Blakey - batteria